# Panticola elegans
Panticola elegans – gatunek kosarza z podrzędu Laniatores i rodziny Epedanidae. Jedyny znany przedstawiciel monotypowego rodzaju Panticola.

## Występowanie
Gatunek występuje w stanie Malakka w Malezji.